# D. J. Cotrona
Donald Joseph Cotrona (Wallingford, 23 maggio 1980) è un attore statunitense.

## Biografia
Nato nel Connecticut, figlio di Sheree, un insegnante, e Donald Cotrona, che lavora per una società di riciclaggio. Egli è in parte di origini italiane. Ha studiato per diventare avvocato presso la Northeastern University di Boston. Tuttavia, dopo aver fatto uno stage in uno studio legale, si rese conto che non gli piaceva la professione e decise di dedicarsi alla recitazione.
Dopo aver debuttato in un episodio della serie televisiva Law & Order - Unità vittime speciali, Cotrona fu preso in considerazione per il ruolo di Ryan Atwood nella serie televisiva The O.C., ma il ruolo fu affidato a Benjamin McKenzie. Successivamente Cotrona è stato scelto per interpretare il protagonista maschile della serie televisiva della Fox Skin, andata in onda nel 2003. La serie è stata cancellata dopo soli tre episodi trasmessi a causa dei bassi ascolti. Gli altri episodi della serie sono stati trasmessi su SOAPnet nel 2005.
Nel 2005 recita nel film horror Venom, diretto da Jim Gillespie, mentre l'anno successivo prende parte al film indipendente Love is the Drug. Nel 2006 ottiene il ruolo di Sean Mathers, fioraio dall'oscuro passato, protagonista della serie televisiva della NBC Windfall. Cotrona fu scelto per il ruolo di Superman nel film dedicato alla Justice League Justice League: Mortal, che a causa dello sciopero degli sceneggiatori (2007-2008) e a vari problemi produttivi non fu mai realizzato.
Dopo aver recitato nel film Dear John, nel 2010 Cotrona ottiene il ruolo del Detective John Stone nella serie televisiva Detroit 1-8-7, al fianco di Michael Imperioli. Nel giugno 2011 ottiene la parte di Flint in G.I. Joe - La vendetta, distribuito nelle sale di tutto il mondo nel 2013. Dal 2014 Cotrona interpreta il celebre Seth Gecko nella serie televisiva Dal tramonto all'alba - La serie, diretta da Robert Rodriguez.

## Filmografia

### Cinema
- Venom, regia di Jim Gillespie (2005)
- Love is the Drug, regia di Elliott Lester (2006)
- Dear John, regia di Lasse Hallström (2010)
- G.I. Joe - La vendetta (G.I. Joe: Retaliation), regia di Jon M. Chu (2013)
- Shazam!, regia di David F. Sandberg (2019)
- Shazam! Furia degli dei (Shazam! Fury of the Gods), regia di David F. Sandberg (2023)

### Televisione
- Law & Order - Unità vittime speciali (Law & Order: Special Victims Unit) – serie TV, 1 episodio (2003)
- Skin – serie TV, 6 episodi (2003-2004)
- Windfall – serie TV, 13 episodi (2006)
- Detroit 1-8-7 – serie TV, 16 episodi (2010-2011)
- Dal tramonto all'alba - La serie (From Dusk till Dawn: The Series) - serie TV, 30 episodi (2014-2016)
- Tom Clancy's Ghost Recon Wildlands: War Within The Cartel, regia di Avi Youabian - film cortometraggio TV (2017)

## Doppiatori italiani
Nelle versioni in italiano delle opere in cui ha recitato, D.J. Cotrona è stato doppiato da:
- Raffaele Carpentieri in Shazam!, Shazam! Furia degli dei
- Vittorio Guerrieri in Dal tramonto all'alba - La serie
- David Chevalier in G.I. Joe - La vendetta
- Gabriele Sabatini in Detroit 1-8-7
- Roberto Gammino in Windfall